# Charmaine Crooks
Charmaine A. Crooks. później Thorsen (ur. 8 sierpnia 1962 w Mandeville na Jamajce) – kanadyjska lekkoatletka, specjalizująca się w długich biegach sprinterskich oraz średniodystansowych, czterokrotna uczestniczka letnich igrzysk olimpijskich (Los Angeles 1984, Seul 1988, Barcelona 1992, Atlanta 1996), srebrna medalistka olimpijska z Los Angeles w biegu sztafetowym 4 × 400 metrów.
Podczas olimpiady w 1996 pełniła funkcję chorążego reprezentacji Kanady. W latach 1996–2004 była członkinią Międzynarodowego Komitetu Olimpijskiego.

## Sukcesy sportowe
- ośmiokrotna mistrzyni Kanady w biegu na 400 metrów – 1979, 1980, 1986, 1988, 1989, 1990, 1991, 1995[2]
- dwukrotna mistrzyni Kanady w biegu na 800 metrów – 1994, 1997

| Rok  | Miasto          | Zawody                                       | Konkurencja                      | Wynik                       |
| ---- | --------------- | -------------------------------------------- | -------------------------------- | --------------------------- |
| 1980 | Greater Sudbury | Mistrzostwa państw panamerykańskich juniorów | bieg na 400 m                    | złoty medal                 |
| 1980 | Filadelfia      | Olympic Boycott Games                        | bieg na 400 m                    | srebrny medal               |
| 1982 | Brisbane        | Igrzyska Wspólnoty Narodów                   | sztafeta 4 × 400 m               | złoty medal                 |
| 1983 | Helsinki        | Mistrzostwa świata                           | sztafeta 4 × 400 m               | 4. miejsce                  |
| 1983 | Edmonton        | Uniwersjada                                  | sztafeta 4 × 400 m               | srebrny medal               |
| 1983 | Caracas         | Igrzyska panamerykańskie                     | bieg na 400 m                    | złoty medal                 |
| 1984 | Los Angeles     | Igrzyska olimpijskie                         | sztafeta 4 × 400 m bieg na 400 m | srebrny medal 7. miejsce    |
| 1985 | Paryż           | Światowe igrzyska halowe                     | bieg na 400 m                    | brązowy medal               |
| 1985 | Kobe            | Uniwersjada                                  | sztafeta 4 × 400 m               | srebrny medal               |
| 1986 | Edynburg        | Igrzyska Wspólnoty Narodów                   | sztafeta 4 × 400 m               | złoty medal                 |
| 1987 | Rzym            | Mistrzostwa świata                           | sztafeta 4 × 400 m               | 4. miejsce                  |
| 1989 | Casablanca      | Igrzyska frankofońskie                       | bieg na 400 m                    | srebrny medal               |
| 1991 | Sewilla         | Halowe mistrzostwa świata                    | bieg na 800 m                    | 5. miejsce                  |
| 1991 | Tokio           | Mistrzostwa świata                           | sztafeta 4 × 400 m               | 6. miejsce                  |
| 1992 | Barcelona       | Igrzyska olimpijskie                         | sztafeta 4 × 400 m               | 4. miejsce                  |
| 1994 | Victoria        | Igrzyska Wspólnoty Narodów                   | bieg na 800 m sztafeta 4 × 400 m | srebrny medal brązowy medal |

## Rekordy życiowe
- bieg na 400 metrów – 50,45 – Los Angeles 06/08/1984
- bieg na 400 metrów (hala) – 52,40 – Sindelfingen 26/02/1989
- bieg na 800 metrów – 1:58,52 – Zurych 15/08/1990
- bieg na 800 metrów (hala) – 2:01,63 – Sewilla 09/03/1991